# Bianca Milesi
Bianca Milesi Mojon (Milano, 22 maggio 1790 – Parigi, 8 giugno 1849) è stata una patriota, scrittrice e pittrice italiana. Ebbe un ruolo di primo piano nei moti carbonari milanesi del 1821.

## Biografia

### I primi anni
Bianca Milesi nacque il 22 maggio 1790 in una famiglia di ricchi commercianti milanesi di origine bergamasca, figlia di Giovan Battista Milesi ed Elena Viscontini. Ebbe quattro sorelle, Antonietta (1782-1814), Francesca (1784-1857), Agostina (1788-1812), Luigia (1786-1867), e un fratello, Carlo (1795-1829), che si sarebbe unito in matrimonio con la cugina Elena Viscontini, sorella di Metilde. Fu educata dai sei ai dieci anni in un convento fiorentino, quindi nei monasteri milanesi di S. Sofia e S. Spirito e infine con una precettrice. Un viaggio compiuto assieme alla madre in Toscana e in Svizzera le diede la possibilità di ampliare i propri orizzonti e studiare la filosofia illuminista.
Anche dopo essere tornata a Milano come protagonista della vita intellettuale della città meneghina, continuò a viaggiare, recandosi a Firenze e Roma. A Firenze fece la conoscenza della contessa d'Albany, che era stata l'amante di Vittorio Alfieri, mentre a Roma entrò in rapporti con Antonio Canova e con la pittrice tedesca Sophie Reinhard.

### La carboneria
Nel 1814 rientrò a Milano e, dopo i viaggi italiani ed europei – tra il 1817 e il 1818 toccò la Svizzera, la Germania e l'Ungheria –, la sua casa diventò ben presto il luogo di ritrovo dei più influenti patrioti italiani del tempo, oltre che del filosofo svizzero Jean Charles Léonard Simonde de Sismondi, conosciuto a Ginevra. Bianca non accoglieva soltanto nobili, ma anche borghesi e semplici popolani accomunati dal risentimento verso Napoleone. Animato da uno spirito antifrancese, il salotto si oppose poi anche all'Austria, ed ebbe un ruolo di primo piano nei moti carbonari del 1821. L'entourage di Bianca Milesi era costituito dalle stesse persone che frequentavano la casa della cugina Metilde Viscontini: Federico Confalonieri, Giuseppe Pecchio, Pietro Borsieri, Camilla Besana Fé o Maria Frecavalli, per citare i nomi più noti.

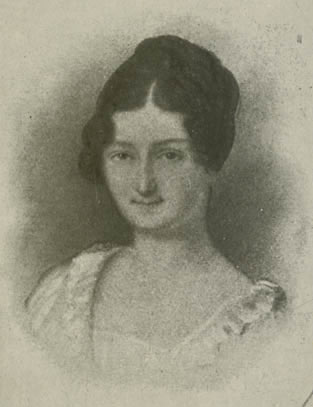
Presunto ritratto di Metilde Viscontini

La Milesi, come Metilde Viscontini, prese parte attiva alle cospirazioni aderendo al movimento femminile della Società delle Giardiniere. Le informazioni su questa setta non sono precise, ma sono più che fondati i motivi «per credere che alcune signore di Milano fossero grandemente operose per quella cospirazione che si ordì nel 1821». Il cenacolo femminile, unito ai patrioti che ruotavano attorno al Conciliatore del Confalonieri, all'azione di Ludovico di Breme e al salotto del conte Luigi Porro Lambertenghi, ebbe una parte fondamentale nell'attività sovversiva del periodo.
Incorsa nei sospetti della polizia austriaca, Bianca Milesi non si lasciò intimidire, proseguendo l'attività patriottica anche negli anni successivi. Tra il 1821 e il 1822 si recò spesso a trovare Melchiorre Gioia, che era detenuto in carcere. Fra i due nacque una relazione amorosa, destinata a spegnersi con la liberazione del liberale piacentino.
Verso la fine del 1821 l'imperatore Francesco I ordinò al ministro della Polizia Sedlnitzsky di sorvegliare «attentissimamente» alcune donne, sospettate di scambiare messaggi segreti con gli esuli cospiratori attraverso il Ticino. La Milesi fu arrestata insieme alla cugina e a Maria Frecavalli, ma non fece alcun nome e pare si permettesse addirittura di rivolgersi agli inquisitori con queste parole, rispondendo all'accusa di trasmettere i messaggi: «E dove, di grazia, dovrei nasconderli? Nelle trecce che non ho, nelle pieghe di abiti che da tempo non indosso più?».
Rilasciata, riprese la consueta vita milanese. Particolarmente stretti furono i rapporti con personalità legate al mondo dell'arte: la stessa Bianca era infatti un'apprezzata pittrice. Fu amica di Francesco Hayez, Andrea Appiani ed Ernesta Bisi, la maestra di disegno di Cristina Trivulzio di Belgiojoso. Da rilevare anche l'impegno sociale, in particolare nell'ambito della scuola. La Milesi sostenne la Società per il mutuo insegnamento che Federico Confalonieri aveva fondato con lo scopo ultimo di creare scuole per ragazze. Più tardi appoggiò anche Ferrante Aporti e l'ideazione di asili pubblici.
I pericoli che correva rimanendo a Milano la indussero a riparare all'estero, prima a Ginevra, dove frequentò di nuovo Jean Charles Sismondi, con cui era rimasta in contatto epistolare, poi a Parigi e in Inghilterra. Qui ascoltò le lezioni di Maria Edgeworth, il cui modello educativo terrà sempre presente. Dopo aver peregrinato per altri paesi dell'Europa settentrionale, fece ritorno in Italia, stabilendosi a Genova.

### Gli ultimi anni

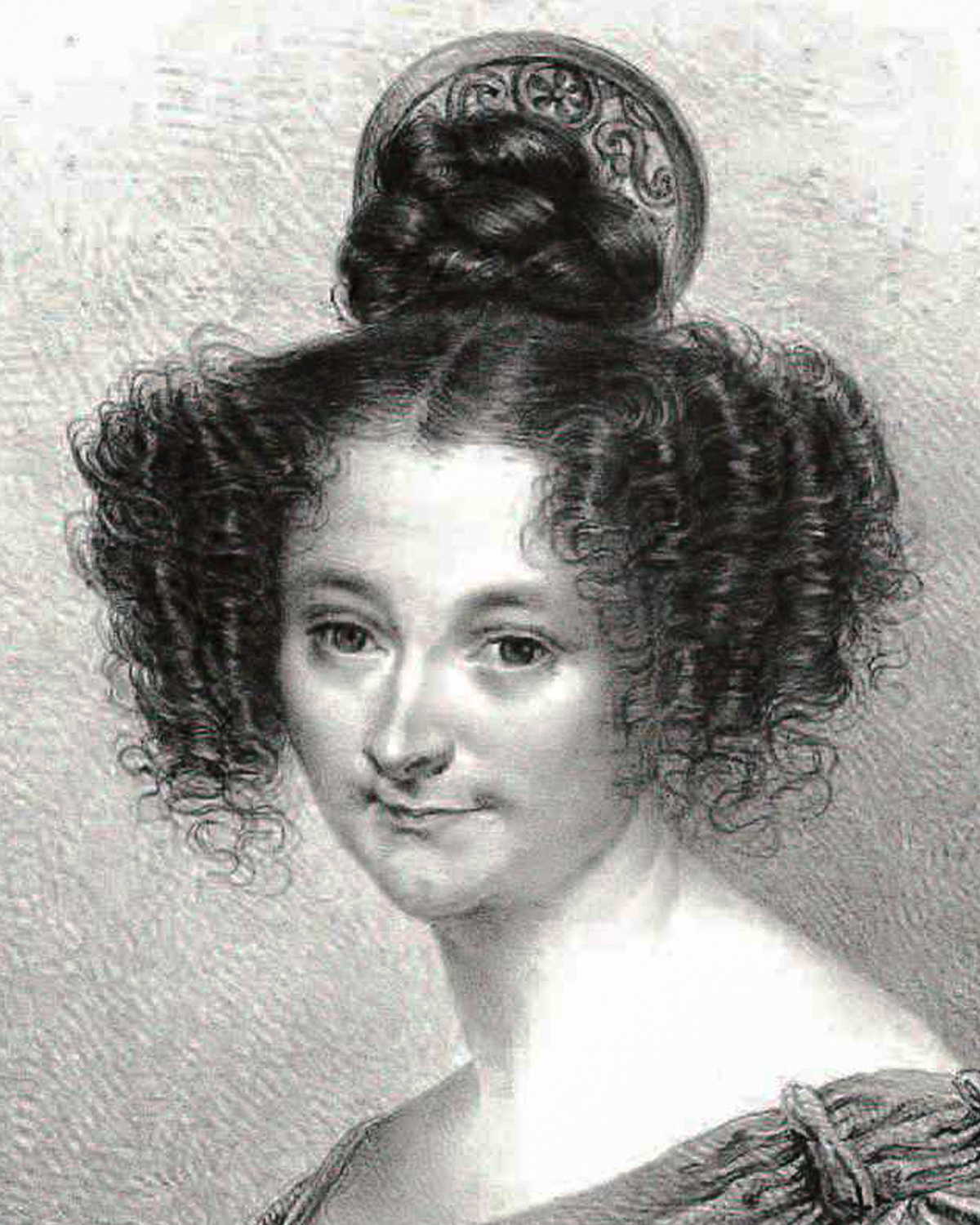
Camilla Guiscardi, Ritratto di Bianca Milesi

Nel 1825 sposò nella città ligure il medico genovese Benedetto Mojon (Genova, 17 febbraio 1781 – Parigi, 8 giugno 1849), da cui avrà tre figli, Enrico Carlo (Genova, 30 gennaio 1827 – 18 giugno 1831), Benedetto Giuseppe (Benoit; Genova, 30 novembre 1827 – Flée, 20 giugno 1916) ed un secondo Enrico (Genova, 26 giugno 1831 – Saint Eugene, Algeria, agosto 1894): per la loro educazione tradusse e pubblicò libri di lettura inglesi e francesi, sicché Manzoni, con il quale Bianca fu sempre in corrispondenza, soleva chiamarla scherzosamente la «madre della patria». Con Mojon gestì a Genova un nuovo salotto e frequentò le repubblicane Bianca Rebizzo, Teresa Doria e Anna Giustiniani, fiamma giovanile di Cavour e mazziniana convinta.
Nel 1833 la coppia lasciò l'Italia per stabilirsi a Parigi. Qui Bianca si convertì al protestantesimo.
Il 4 giugno 1849, fu colpita dai sintomi del colera. Il giorno 7 ne fu pure colpito il marito che l'assisteva, e il giorno susseguente, quasi alla medesima ora, i due coniugi Mojon morivano.
Bianca Milesi fu anche scrittrice: si ricordano la Vita di Gaetana Agnesi (Padova, 1815) e la Vita di Saffo (Milano, 1824). Carlo Cattaneo, in una sua memoria sulla Milesi scrisse che «una raccolta delle lettere della Bianca sarebbe onorevole e utile dono al sesso e alla Italia».

## Riconoscimenti
Nel 2015 il Comune di Milano ha deciso che il suo nome venga iscritto nel Pantheon di Milano, all'interno del Cimitero Monumentale.

### Annotazioni
1. ↑  Il Barbiera riporta erroneamente la data del 1848.

### Fonti
1. ↑  Piscopo 2020 per un'analisi biografica approfondita su Bianca Milesi e sulle sorelle.
2. 1 2  Mori 2003, p. 197.
3. 1 2 3 4  Gnecchi 1896, pp. 73-74.
4. 1 2   Raffaello Barbiera, Il salotto della contessa Maffei, 15ª ed., Milano, Treves, 1925,  p. 30, SBN RAV0162724.
5. ↑  Mori 2003, p. 112.
6. ↑   Alessandro Luzio, Nuovi documenti sul processo Confalonieri, Milano-Roma, Dante Alighieri, 1908,  p. 196, SBN NAP0086912.
7. ↑  Nella casa del conte, di cui Silvio Pellico era precettore, si riuniva il gruppo del Conciliatore; C. Spellanzon, I primi anni della Restaurazione in Lombardia ed il movimento politico culturale a Milano, in AA.VV., Storia di Milano, Milano 1960, vol. XIV, cap. IV, parte I, pp. 48 e ss..
8. ↑   Claudia Galimberti, Bianca, Cecilia, Teresa e le altre, in Donne del Risorgimento, Bologna, il Mulino, 2011  [2010],  p. 12, ISBN 978-88-15-23875-7.
9. ↑   Maria Grosso e Loredana Rotondo, «Sempre tornerò a prendere cura del mio paese e a rivedere te.» Cristina Trivulzio di Belgiojoso, in Donne del Risorgimento, Bologna, il Mulino, 2011  [2010],  p. 79, ISBN 978-88-15-23875-7.
10. ↑   Famedio, scelti 29 cittadini illustri, su corriere.it, 23 settembre 2015. URL consultato il 28 settembre 2017.